# Museo del Palazzo di Pechino
Il Museo del Palazzo di Pechino (cinese tradizionale: 故宫博物院; pinyin: Gùgōng Bówùyùan, lett. "Museo del Palazzo") è il museo nazionale ospitato nella Città Proibita di Pechino (Cina). Fu fondato nel 1925 dopo che l'ultimo imperatore della Cina fu sfrattato dal suo palazzo e vennero aperte le sue porte al pubblico.
Ospita oltre 1,8 milioni di opere d'arte, per lo più provenienti dalla collezione imperiale delle dinastie Ming e Qing. Nel corso del XX secolo la collezione si è arricchita con acquisizioni, trasferimenti da altri musei e nuove scoperte archeologiche.
Secondo il Beijing Evening Post, il museo ha accolto oltre 17 milioni di visitatori nel 2018, il che lo renderebbe il museo più visitato al mondo. Ha una media di 15 milioni di visitatori ogni anno dal 2012. A causa di questa massiva affluenza, dal 2015 il management ha fissato un limite giornaliero di 80.000 visitatori per proteggere l'antica struttura e garantire una soddisfacente esperienza al pubblico.

## Storia

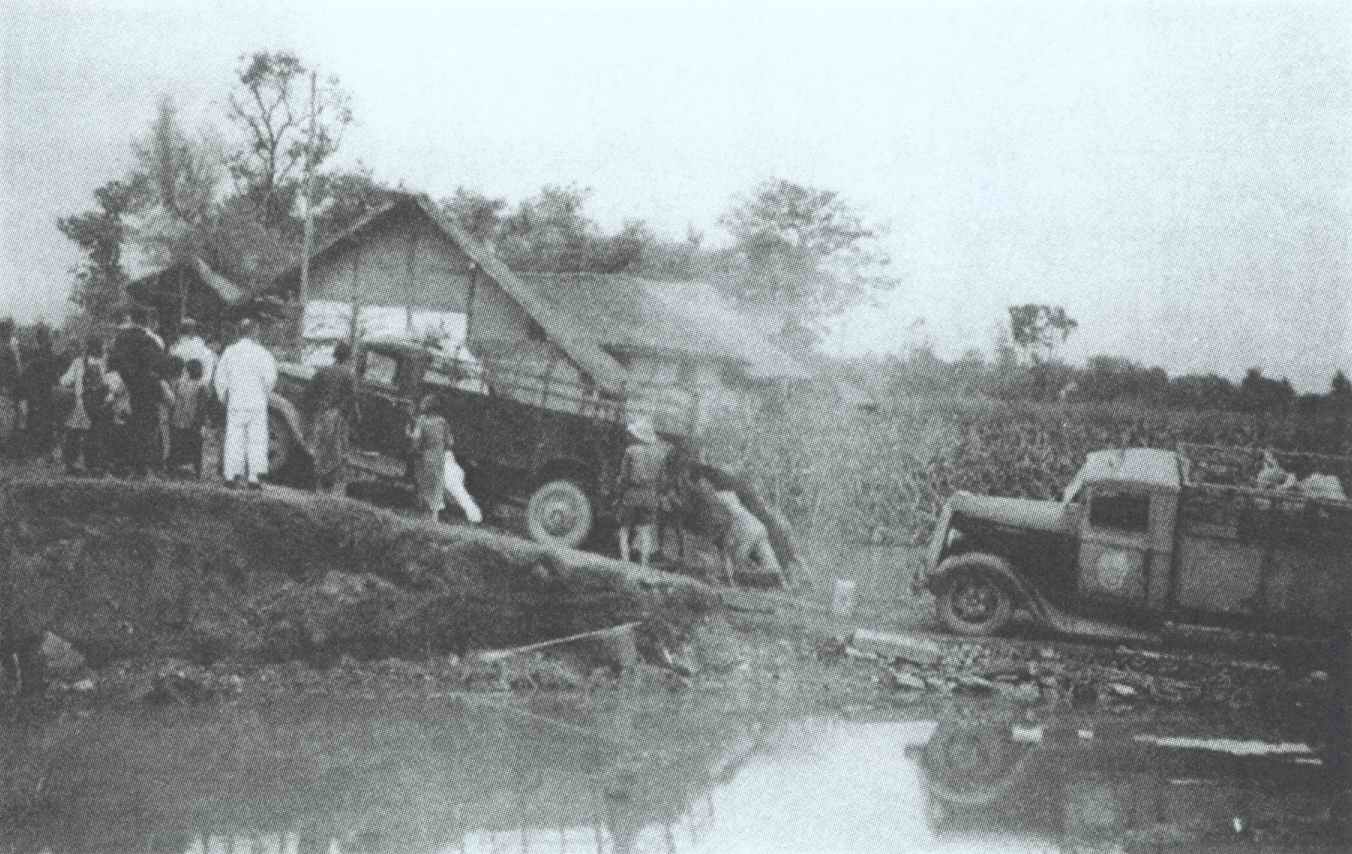
Le collezioni della Città Proibita furono trasferite all'arrivo delle truppe giapponesi negli Anni 30.

### La struttura
Il Museo del Palazzo di Pechino è ospitato nella Città Proibita, il palazzo imperiale cinese della dinastia Ming e della dinastia Qing. Si trova nel mezzo di Pechino, in Cina . Per quasi cinque secoli, fu la dimora dell'Imperatore e della sua famiglia e il centro cerimoniale e politico del governo cinese.
Costruito tra il 1406 e il 1420, il complesso è costituito da 980 edifici sopravvissuti con 8.707 camere e copre un'area di 720.000 metri quadri. Il complesso del palazzo esemplifica l'architettura tradizionale cinese e ha influenzato gli sviluppi culturali e architettonici in Asia orientale e altrove. La Città Proibita è stata dichiarata Patrimonio dell'Umanità nel 1987 ed è elencata dall'UNESCO come la più grande collezione di antiche strutture lignee conservate al mondo.

### Il museo

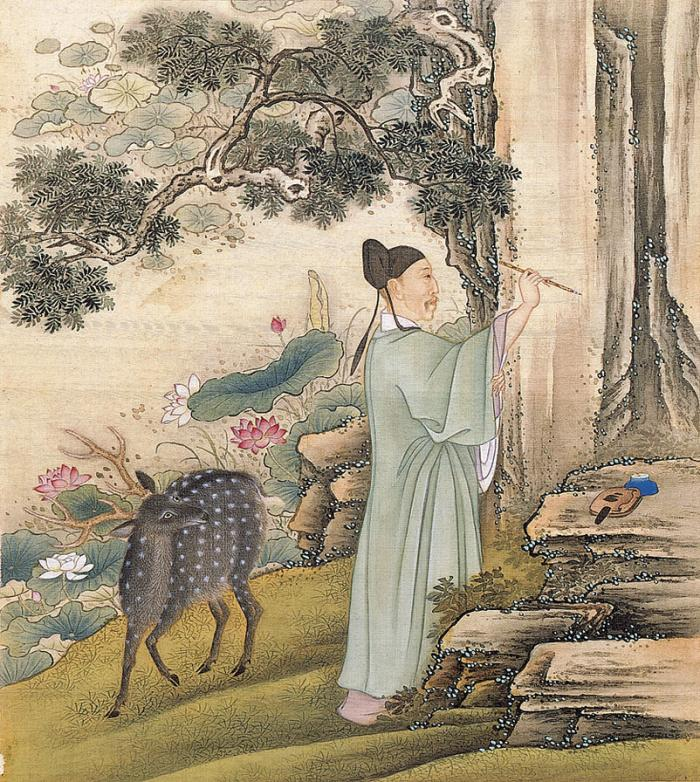
Ill. da c.d. "Album dell'Imperatore Yongzheng in costumi" - ANONIMO - regno di Yongzheng (1723-1735) - Collezione del Museo del Palazzo di Pechino.

Nel 1912, Puyi, l'ultimo imperatore della Cina, abdicò. In base a un accordo con il nuovo governo della Repubblica cinese, Puyi rimase a vivere nella Corte Interna della Città Proibita, mentre la Corte Esterna fu aperta al pubblico e dotata di un piccolo museo esibente manufatti ivi ospitati. Nel 1924, Puyi fu sfrattato dal palazzo dopo un colpo di stato. Il Museo del Palazzo di Pechino fu quindi istituito nella Città Proibita il 10 ottobre 1925.
Le collezioni del museo si basano sulla collezione della dinastia Qing Secondo i risultati di un'ispezione del 1925, circa 1,17   milioni di pezzi d'arte erano allora conservati nella Città Proibita. Inoltre, le biblioteche imperiali ospitavano innumerevoli libri rari e documenti storici, inclusi documenti governativi dei Ming e dei Qing.
Dal 1933, la minaccia dell'invasione giapponese ha costretto a trasferire i pezzi più importanti della collezione museale. Dopo la fine della seconda guerra mondiale, la collezione fu restituita a Nanchino. Tuttavia, con la vittoria dei comunisti imminente nella guerra civile cinese, il governo nazionalista sotto Chiang Kai-shek ordinò nuovamente il trasferimento della collezione a Taiwan. Delle 13.491 scatole di manufatti evacuati, 2.972 scatole sono ora ospitate nel Museo del Palazzo Nazionale di Taipei. Questa collezione relativamente piccola ma di alta qualità costituisce oggi il nucleo di quel museo. Più di 8.000 scatole sono state restituite a Pechino ma 2.221 scatole rimangono oggi in deposito sotto la responsabilità del Museo di Nanchino.
Sotto il governo della Repubblica popolare cinese, il museo ha condotto una nuova ispezione ed una ricerca approfondita della Città Proibita, scoprendo una serie di elementi importanti. Inoltre, il governo ha spostato oggetti da altri musei in tutto il paese per rifornire la collezione del Museo del Palazzo. Ha anche acquistato e ricevuto donazioni dal pubblico.

## Le collezioni

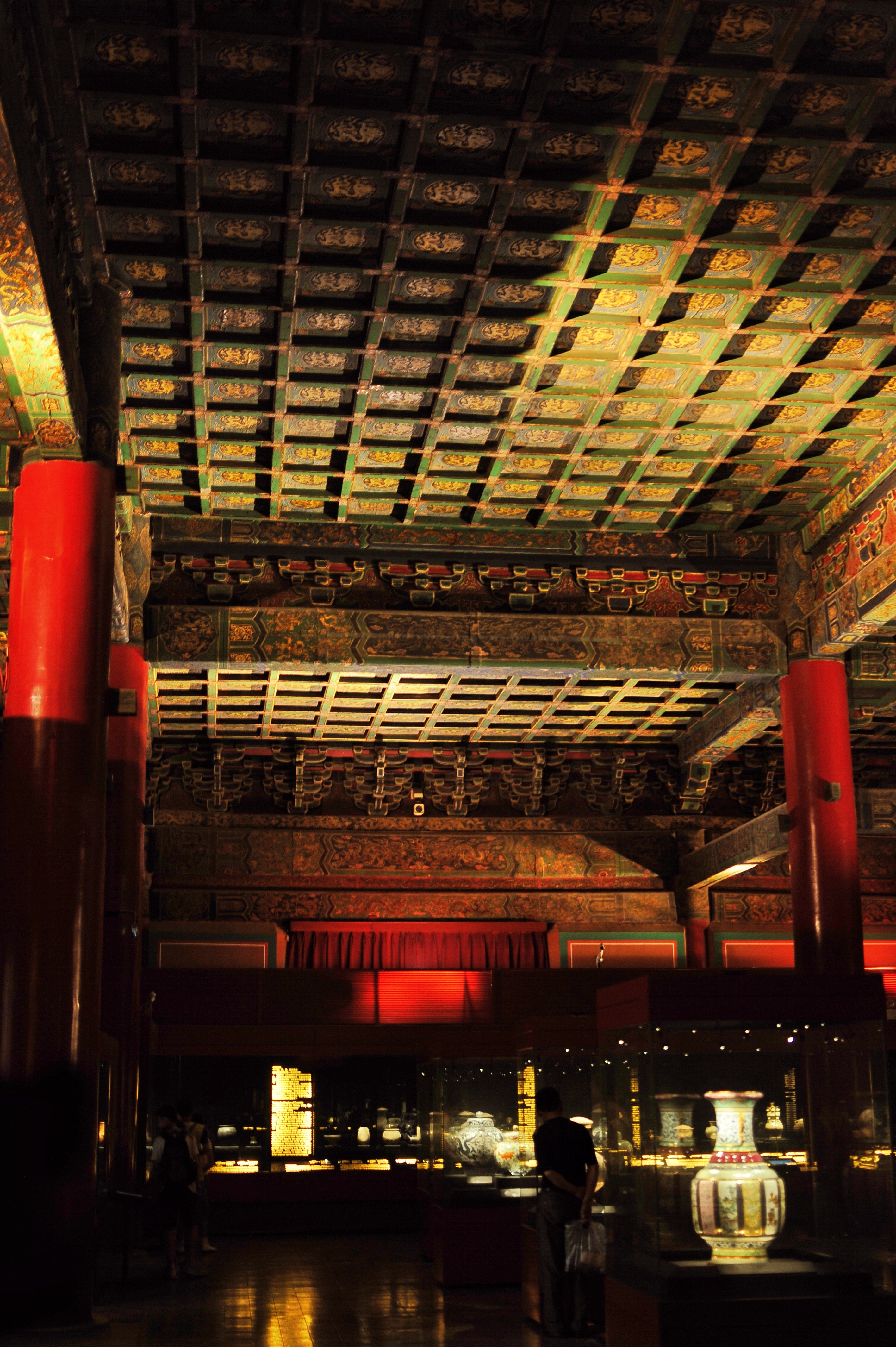
Interno di una delle tante sale del Museo del Palazzo di Pechino.

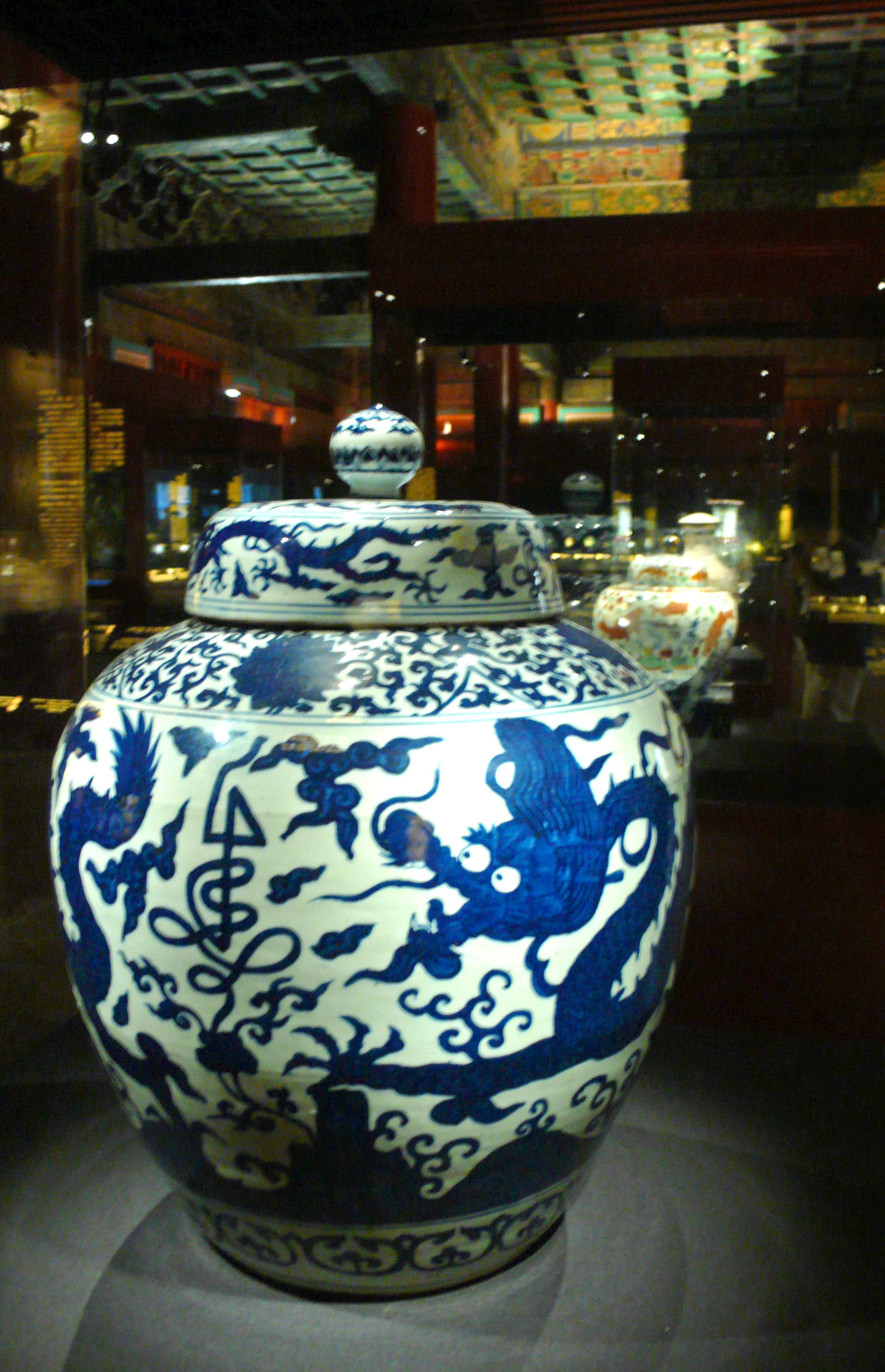
Un vaso di porcellana blu e bianco con disegni di nuvole e draghi, contrassegnato dalla parola "Longevità" (寿), periodo Jiajing della dinastia Ming - Collezione del Museo del Palazzo di Pechino.

Oggi, ci sono oltre un milione di rare e preziose opere d'arte nella collezione permanente del Museo del Palazzo di Pechino tra cui dipinti, ceramiche, sigilli, stele, sculture, oggetti incisi, oggetti in bronzo, oggetti smaltati, ecc. Le collezioni del Palazzo-Museo si basano sulla collezione imperiale dei Qing. Secondo i risultati dell'ispezione del 1925, circa 1,17 milioni di pezzi d'arte erano allora conservati nella Città Proibita. Questo nucleo originale si sparpagliò tra Pechino, Nanchino e Taipei durante la Seconda Guerra Mondiale e la Guerra Civile Cinese. Una recente ispezione (2004-2010), ha inventariato 1.807.558 manufatti di cui 1.684.490 "preziosi reperti culturali" protetti a livello nazionale. Alla fine del 2016, il museo ha ospitato una conferenza stampa, annunciando che 55.132 articoli precedentemente non elencati erano stati scoperti in una nuova ispezione effettuata dal 2014 al 2016. Il numero totale di oggetti nella collezione del museo è attualmente di 1.862.690 pezzi. 

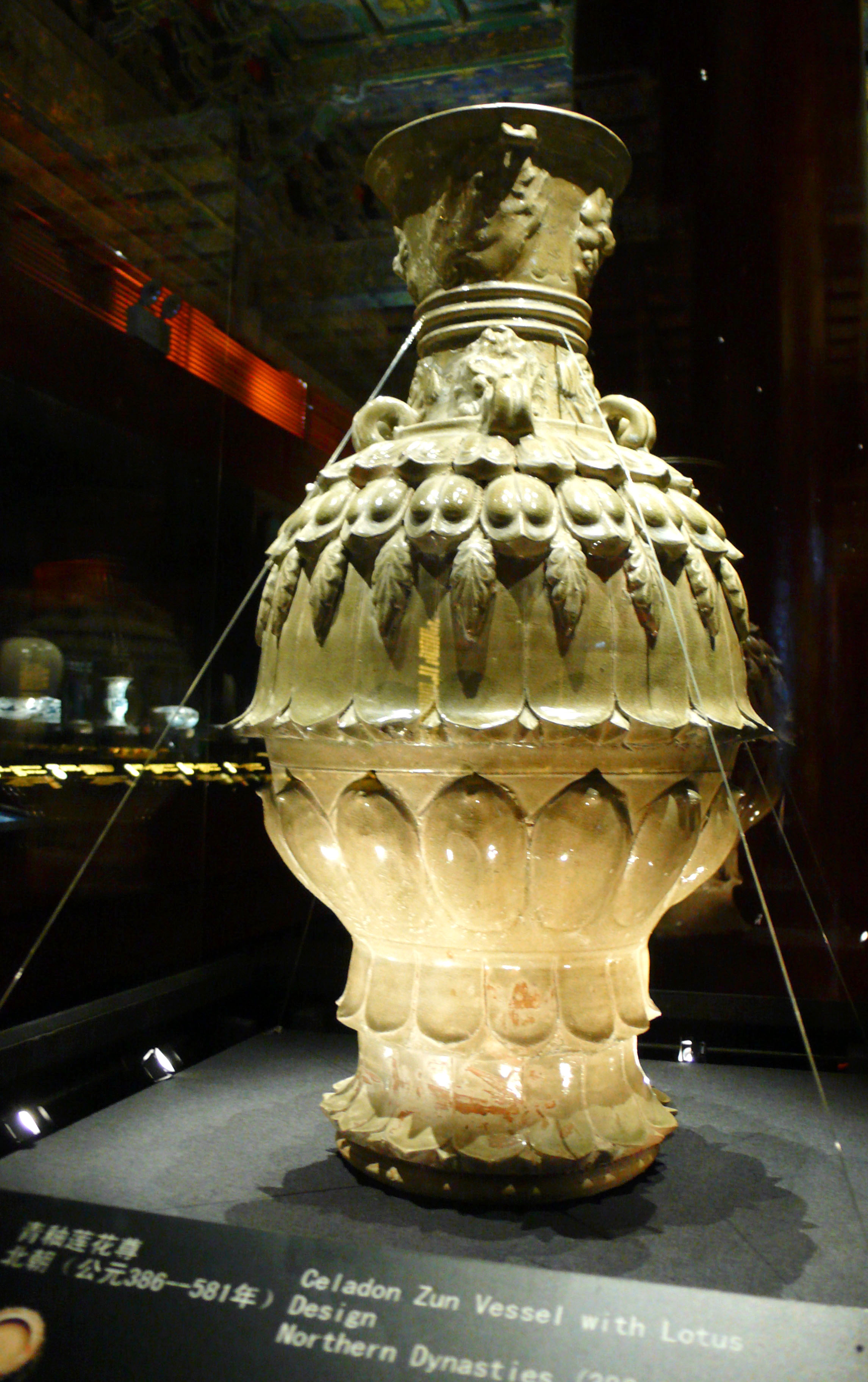
Una navicella celadon Zun con disegno di loto - Dinastie settentrionali (386–581 d.C.) - Collezione del Museo del Palazzo di Pechino.

### Ceramiche
Il Museo del Palazzo di Pechino ospita 340.000 pezzi di ceramica e porcellana. Come per altre collezioni, questi pezzi comprendono esemplari datati alla dinastia Tang e alla dinastia Song, nonché pezzi commissionati dal palazzo e, talvolta, dall'imperatore personalmente. Questa collezione è notevole perché deriva dalla collezione imperiale e rappresenta quindi il meglio della produzione di porcellana in Cina; altre grandi collezioni si trovano nel Museo del Palazzo Nazionale di Taipei e nel Museo di Nanchino.
La collezione di ceramiche pechinesi rappresenta una raccolta completa della produzione di ceramiche cinesi degli ultimi 8000 anni, nonché una delle più grandi raccolte al mondo.

### Pitture

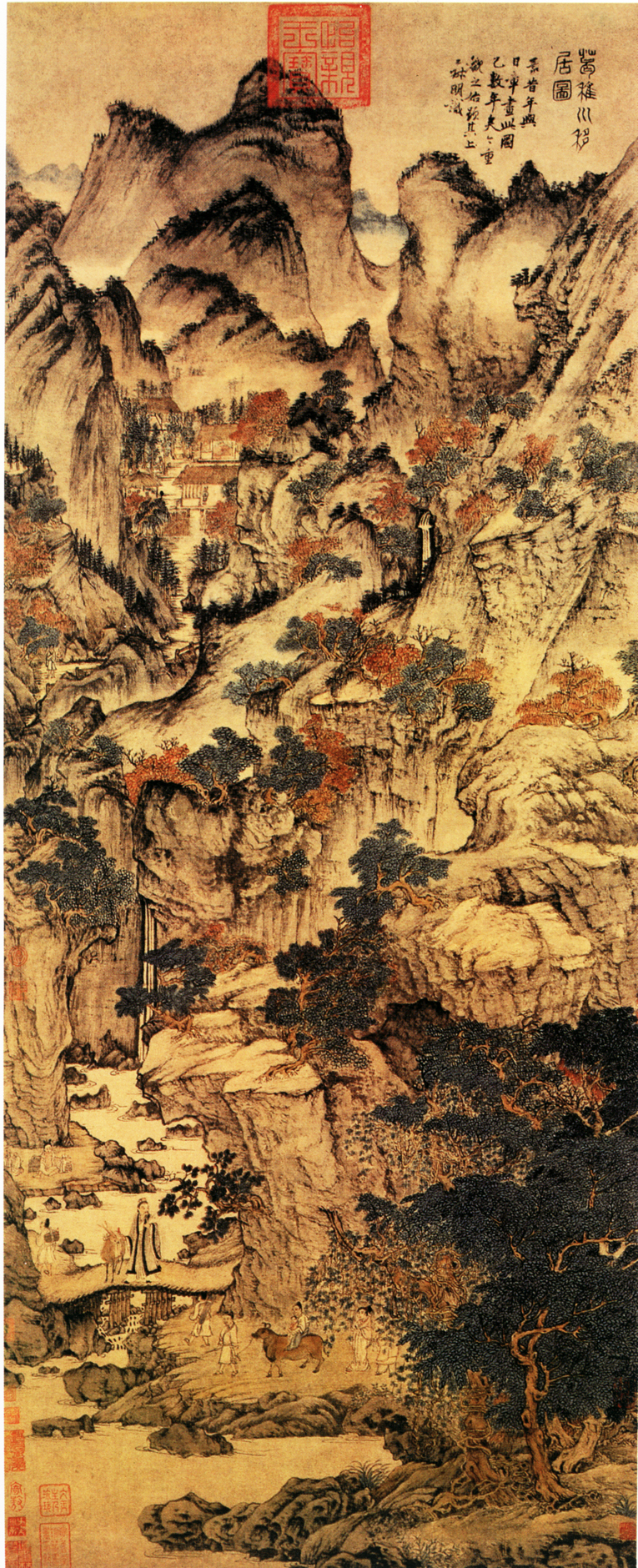
"Il Ricollocamento di Ge Zhichuan" di Wang Meng (XIV secolo) - Collezione del Museo del Palazzo di Pechino.

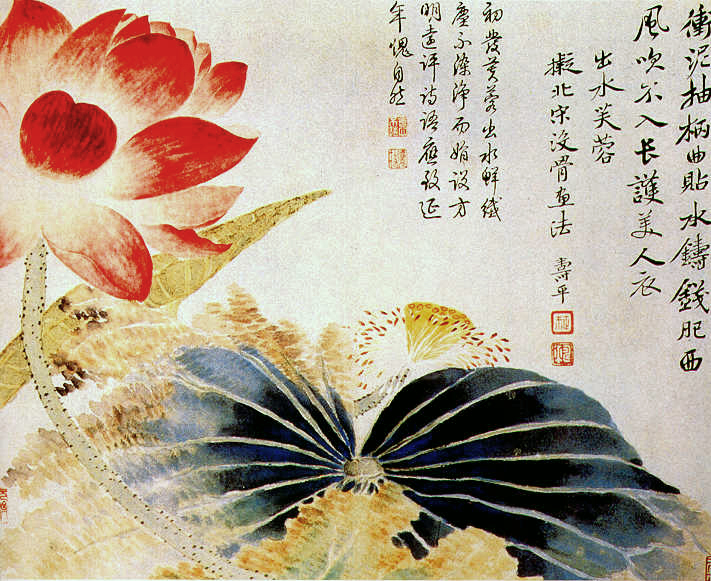
Fiore di loto che rompe la superficie di Yun Shouping (XVII secolo) - Collezione del Museo del Palazzo di Pechino.

Il Museo del Palazzo di Pechino ospita circa 50.000 dipinti. Di questi, più di 400 risalgono a prima della dinastia Yuan (1271–1368). Questa è la più grande collezione del genere in Cina e include alcuni dei dipinti più rari e preziosi della storia cinese.
La collezione si basa sulla collezione dei Ming e dei Qing. L'interesse personale di imperatori come Qianlong fece sì che nel palazzo si tenesse una delle più importanti raccolte di dipinti della storia cinese. Tuttavia, una parte significativa di questa collezione è andata perduta. Dopo la sua abdicazione, Puyi trasferì i dipinti fuori dal palazzo e molti di questi furono successivamente persi o distrutti. Nel 1948, alcune delle migliori parti della collezione furono trasferite a Taiwan. Da allora la collezione è stata gradualmente reintegrata, attraverso donazioni, acquisti e trasferimenti da altri musei.

### Giade
La giada occupa un posto speciale nella cultura cinese. La collezione del Museo del Palazzo di Pechino, derivata principalmente dalla collezione imperiale, comprende circa 30.000 pezzi di giada. La parte della collezione della dinastia pre-Yuan comprende diversi pezzi famosi nel corso della storia, nonché manufatti provenienti da scoperte archeologiche più recenti. I primi pezzi risalgono al periodo neolitico. I pezzi dei Ming e dei Qing, d'altra parte, includono sia oggetti per l'uso nel palazzo, sia doni per l'imperatore arrivati dalla Cina e dai paesi vassalli.

### Bronzi
Il bronzo giocò un ruolo molto importante nello sviluppo della cultura cinese ed il suo uso persistette a lungo, specialmente nelle cerimonie di stato, anche durante l'età del ferro. La collezione dei bronzi del Museo del Palazzo di Pechino risale alla prima dinastia Shang. Dei quasi 10.000 pezzi conservati, circa 1600 sono oggetti incisi del periodo pre-Qin (fino al 221 a.C.). Una parte significativa della collezione è costituita da oggetti in bronzo cerimoniale della corte imperiale, compresi set completi di strumenti musicali utilizzati dalle orchestre imperiali.

### Orologi
Il Museo del Palazzo di Pechino ha una delle più grandi collezioni di orologi meccanici del XVIII e XIX secolo nel mondo, con oltre 1.000 pezzi. La collezione contiene pezzi sia cinesi sia stranieri. I pezzi cinesi provenivano dalle stesse officine del palazzo imperiale, a Guangzhou (Canton) e Suzhou (Suchow). Pezzi stranieri provenivano da Gran Bretagna (la maggior parte ), Francia, Svizzera, Stati Uniti e Giappone.
Pezzi notevoli della collezione includono un orologio con un automa attaccato che è in grado di scrivere, con un pennello da scrittura in miniatura su carta inserita, un augurio di buon auspicio in perfetta calligrafia cinese.

### Manufatti del palazzo
Oltre alle opere d'arte, gran parte della collezione del Museo è costituita dai manufatti della corte imperiale. Ciò include oggetti usati dalla famiglia imperiale nella vita quotidiana, nonché vari oggetti cerimoniali e burocratici importanti per l'amministrazione del governo. Questa raccolta completa conserva la vita quotidiana e i protocolli cerimoniali dell'era imperiale.

## Esposizioni
Il sistema espositivo del Museo del Palazzo di Pechino si basa su: una mostra permanente (原状陈列) ed una mostra tematica (专馆). La "Permanente" conserva l'allestimento delle sale del palazzo conservate com'erano al tempo dell'Impero. La "Temporanea" è composta da 11 sale espositive a tema dedicate a: 
1. Digitale
2. Pittura e Calligrafia
3. Ceramica
4. Tesoro
5. Orologi
6. Sculture
7. Architettura
8. Bronzi
9. Xiqu
10. Arsenale
11. Arredi

## Accademie
Il Museo del Palazzo di Pechino include diverse organizzazioni accademiche. Le due principali sono l'Accademia del Palazzo e l'Istituto di Ricerca del Palazzo. Ospita anche la Società della Città Proibita, la Società della Storia Palaziale Qing e il Laboratorio Nazionale di Ceramica Antica per la Ricerca e la Conservazione.

### Ricerca
Il museo è diretto da Zheng Xinmiao, editore del Palace Museum Journal (故宫 博物院 院 刊), Journal of Gugong Studies (故宫 学 刊). Ha numerosi laboratori di ricerca.

### Conservazione
Il c.d. "Ospedale per la conservazione" è settore museale responsabile della manutenzione e conservazione dei manufatti. Ha diversi laboratori e studi responsabili della ricerca e del restauro di manufatti di diverso tipo. I laboratori sono: 
1. Basic Analysis Lab
2. Organic Conservation Lab
3. Biology Lab
4. Environmental Monitoring & Control Lab
5. Inorganic Conservation Lab
6. Historical Architecture Conservation Lab
7. Sample Preparation Lab
8. Computed Tomography Lab
9. Chromatography-Mass Spectrometry Lab

 Gli studi sono: 
1. Conservation Studio for Ceramics : Enamel Conservation, Ceramics Conservation, Stone Conservation
2. Packaging Studio for Packaging : Package Design and Making
3. Restoration Studio for Inlay Work : Restoration of Inlay Works.
4. Restoration Studio for Lacquer:  Lacquer Restoration
5. Restoration Studio for Woodware : Furniture Restoration, Wooden Sculpture Restoration,
6. Conservation Studio for Textile : Textile Conservation
7. Restoration and Replication Studio for Bronzeware  : Bronzeware Conservation
8. Studio for the Mounting of Calligraphy and Painting
9. Replication Studio for of Calligraphy and Painting
10. Restoration Studio for Timepiece: Timepiece Restoration
11. Studio for Digital Replication
12. Studio for Diverse Arts: Thangka Restoration, Mural Restoration, Oil Painting Restoration

## Amministrazione
Il curatore del Museo del Palazzo di Pechino è oggi Wang Xudong, ex direttore della Dunhuang Research Academy. Il suo predecessore Shan Jixiang è rinomato per le sue numerose riforme dell'istituzione.

### Musei satellitari e gemellati
- Galleria di artefatti stranieri Kulangsu dalla Collezione del Museo del Palazzo di Kulangsu, Xiamen .
- Filiale settentrionale del "Museo del Palazzo" a Haidian (Pechino) che sarà costruita nel 2020 vicino al c.d. "Antico Palazzo d'Estate".
- "Museo del Palazzo di Hong Kong" a Hong Kong, da costruire nel 2022.
- Il National Palace Museum, a Taipei (Taiwan) condivide la stessa radice ma si è diviso dopo la guerra civile cinese

## Eventi
Concerti dal vivo
La Città Proibita è stata anche sede di spettacoli. Tuttavia, il suo utilizzo a questo scopo è strettamente limitato, a causa del forte impatto delle attrezzature e delle prestazioni sulle strutture antiche. Quasi tutte le rappresentazioni che si dice siano "nella Città Proibita" si svolgono in realtà fuori dalle mura del palazzo.
- Nel 1997, il compositore e tastierista di origine greca Yanni ha eseguito un concerto dal vivo di fronte alla Città Proibita. Fu il primo artista occidentale moderno ad esibirsi nello storico sito cinese. Il concerto è stato registrato e successivamente pubblicato come parte dell'album Tribute[29].
- L'opera di Giacomo Puccini, Turandot, la storia di una principessa cinese, è stata rappresentata per la prima volta nel Santuario Imperiale appena fuori dalla Città Proibita nel 1998[30].
- Nel 2001, i "Tre Tenori" (Plácido Domingo e José Carreras e Luciano Pavarotti) hanno cantato davanti alla porta principale della Città Proibita come una delle loro esibizioni.
- Nel 2004, il musicista francese Jean Michel Jarre ha eseguito un concerto dal vivo di fronte alla Città Proibita, accompagnato da 260 musicisti, nell'ambito dei festeggiamenti "Anno della Francia in Cina"[31].